# Премія БАФТА у кіно (68-ма церемонія вручення)
68 церемонія вручення нагород Британською академією телебачення та кіномистецтва, більш відома як БАФТА, за досягнення в сфері кінематографа за 2014 рік відбулася 8 лютого 2015 року в Королівському театрі Ковент-Гарден в Лондоні. Номінанти були оголошені Стівеном Фраєм та Семом Клафліном 9 січня 2015 року. Ведучим церемонії вдесяте став Стівен Фрай.
Абсолютним лідером за кількістю номінацій став фільм Веса Андерсона «Готель „Гранд Будапешт“», який претендував на 11 золотих масок. Найкращим фільмом року стала «Юніст» Річарда Лінклейтера, який також отримав «за найкращу режисуру». Найкращим британським фільмом року визнано біографічну драму «Теорія всього» режисера Джеймса Марша. Звання найкращого актора року отримав Едді Редмейн за роль у фільмі «Теорія всього». Нагороду за найкращу жіночу роль здобула Джуліанн Мур за роль у «Все ще Еліс». Нагороду за найкращі спецефекти отримала стрічка «Інтерстеллар».
Церемонія розпочалась виступом британської інді-рок гурту Kasabian.

## Список лауреатів та номінантів
Фільм «Готель „Гранд Будапешт“» отримав рекордні 11 номінацій, по 10 номінацій мали «Бердмен» і «Теорія всього». На 9 нагород претендувала стрічка «Імітаційна гра», по 5 номінацій у «Юності» й «Одержимість». «Інтерстеллар», «Містер Тернер» і «Стрінгер» отримали по 4 номінації. По два шанси отримати нагороду мали «71», «Американський снайпер», «Великі очі», «Мисливець на лисиць», «Загублена», «Вартові галактики», «Іда», «У темному-темному лісі», «Пригоди Паддінгтона» та «Опинись у моїй шкірі».

### Основні категорії
Переможці виділені окремим кольором.
| Категорії                                  | Лауреати та номінанти                                                                          |
| ------------------------------------------ | ---------------------------------------------------------------------------------------------- |
| Найкращий фільм                            | • Юність                                                                                       |
| Найкращий фільм                            | • Бердмен                                                                                      |
| Найкращий фільм                            | • Готель «Гранд Будапешт»                                                                      |
| Найкращий фільм                            | • Імітаційна гра                                                                               |
| Найкращий фільм                            | • Теорія всього                                                                                |
| Найкращий британський фільм                | • Теорія всього                                                                                |
| Найкращий британський фільм                | • 71                                                                                           |
| Найкращий британський фільм                | • Опинись у моїй шкірі                                                                         |
| Найкращий британський фільм                | • Гордість                                                                                     |
| Найкращий британський фільм                | • Імітаційна гра                                                                               |
| Найкращий британський фільм                | • Пригоди Паддінгтона                                                                          |
| Найкращий неангломовний фільм              | • Іда                                                                                          |
| Найкращий неангломовний фільм              | • Ланчбокс                                                                                     |
| Найкращий неангломовний фільм              | • Два дні, одна ніч                                                                            |
| Найкращий неангломовний фільм              | • Левіафан                                                                                     |
| Найкращий неангломовний фільм              | • Треш                                                                                         |
| Найкраща режисерська робота                | • Річард Лінклейтер — Юність                                                                   |
| Найкраща режисерська робота                | • Вес Андерсон — Готель «Гранд Будапешт»                                                       |
| Найкраща режисерська робота                | • Джеймс Марш — Теорія всього                                                                  |
| Найкраща режисерська робота                | • Дам'єн Чазел — Одержимість                                                                   |
| Найкраща режисерська робота                | • Алехандро Гонсалес Іньярріту — Бердмен                                                       |
| Найкраща чоловіча роль                     | • Едді Редмейн — Теорія всього                                                                 |
| Найкраща чоловіча роль                     | • Бенедикт Камбербетч — Імітаційна гра                                                         |
| Найкраща чоловіча роль                     | • Джейк Джилленгол — Стрінгер                                                                  |
| Найкраща чоловіча роль                     | • Майкл Кітон — Бердмен                                                                        |
| Найкраща чоловіча роль                     | • Ральф Файнс — Готель «Гранд Будапешт»                                                        |
| Найкраща жіноча роль                       | • Джуліанн Мур — Все ще Еліс                                                                   |
| Найкраща жіноча роль                       | • Емі Адамс — Великі очі                                                                       |
| Найкраща жіноча роль                       | • Фелісіті Джонс — Теорія всього                                                               |
| Найкраща жіноча роль                       | • Різ Візерспун — Дика                                                                         |
| Найкраща жіноча роль                       | • Розамунд Пайк — Загублена                                                                    |
| Найкраща чоловіча роль другого плану       | • Дж. К. Сіммонс — Одержимість                                                                 |
| Найкраща чоловіча роль другого плану       | • Едвард Нортон — Бердмен                                                                      |
| Найкраща чоловіча роль другого плану       | • Ітан Гоук — Юність                                                                           |
| Найкраща чоловіча роль другого плану       | • Марк Руффало — Мисливець на лисиць                                                           |
| Найкраща чоловіча роль другого плану       | • Стів Керелл — Мисливець на лисиць                                                            |
| Найкраща жіноча роль другого плану         | • Патриція Аркетт — Юність                                                                     |
| Найкраща жіноча роль другого плану         | • Емма Стоун — Бердмен                                                                         |
| Найкраща жіноча роль другого плану         | • Імелда Стонтон — Гордість                                                                    |
| Найкраща жіноча роль другого плану         | • Кіра Найтлі — Імітаційна гра                                                                 |
| Найкраща жіноча роль другого плану         | • Рене Руссо — Стрінгер                                                                        |
| Найкращий оригінальний сценарій            | • Готель «Гранд Будапешт» — Вес Андерсон                                                       |
| Найкращий оригінальний сценарій            | • Бердмен — Алехандро Гонсалес Іньярріту, Ніколас Джіакобоне, Армандо Бо, Александер Дінеларіс |
| Найкращий оригінальний сценарій            | • Юність — Річард Лінклейтер                                                                   |
| Найкращий оригінальний сценарій            | • Стрінгер — Ден Гілрой                                                                        |
| Найкращий оригінальний сценарій            | • Одержимість — Дам'єн Чазел                                                                   |
| Найкращий адаптований сценарій             | • Теорія всього — Ентоні Маккартен                                                             |
| Найкращий адаптований сценарій             | • Американський снайпер — Джейсон Голл                                                         |
| Найкращий адаптований сценарій             | • Загублена — Джилліан Флінн                                                                   |
| Найкращий адаптований сценарій             | • Імітаційна гра — Грем Мур                                                                    |
| Найкращий адаптований сценарій             | • Пригоди Паддінгтона — Пол Кінг                                                               |
| Найкращий повнометражний анімаційний фільм | • Лего. Фільм                                                                                  |
| Найкращий повнометражний анімаційний фільм | • Сімейка монстрів                                                                             |
| Найкращий повнометражний анімаційний фільм | • Супер шістка                                                                                 |

### Інші категорії
Переможці виділені жирним шрифтом
| Найкраща операторська робота | Найкращий дебют сценариста, режисера або продюсера |
| --- | --- |
| Еммануель Любецкі — Бердмен - Дік Поуп — Містер Тернер - Хойте ван Хойтема — Інтерстеллар - Роберт Йовмен — Готель «Гранд Будапешт» - Лукаш Зал, Ришард Лєнчевскі — Іда                                                                   | Стівен Бересфорд (сценарист) та Девід Лівінгстон (продюсер) — Гордість - Грегорі Бурк (сценарист) та Ян Деманж (режисер) — 71 - Елейн Константін (режисер/сценарист) — Північна душа - Пол Катіс (режисер/продюсер) та Ендрю де Лотбінір (продюсер) — Kajaki - Hong Khaou (режисер/сценарист) — Lilting |
| Найкраща музика до фільму | Найкращий звук |
| Александр Деспла — Готель «Гранд Будапешт» - Йоганн Йоханнссон — Теорія всього - Міка Леві — Опинись у моїй шкірі - Антоніо Санчес — Бердмен - Ганс Ціммер — Інтерстеллар                                                                 | Одержимість — Томас Керлі, Бен Вілкінс, Крейг Манн - Американський снайпер — Волт Мартін (посмертно), Джон Райтц, Грегг Рудлофф, Алан Роберт Мюррей, Баб Асман - Бердмен — Томас Варга, Мартин Ернандес, Аарон Гласкок, Джон Тейлор, Френк А. Монтаньо - Готель «Гранд Будапешт» — Вейн Леммер, Крістофер Скарабосіо, Павел Вдовчак - Імітаційна гра — Джон Міджлі, Лі Волпол, Стюарт Гіллікер, Мартін Дженсен, Енді Кеннеді |
| Найкраща робота художника-постановника | Найкращі візуальні ефекти |
| Готель «Гранд Будапешт» — Адам Штокгаузен, Анна Піннок - Великі очі — Рік Гейнрікс, Шейн Во - Інтерстеллар — Натан Кровлі, Гері Феттіс - Містер Тернер — Сюзі Девіс, Шарлотта Воттс - Імітаційна гра — Марія Дьюкович, Татьяна Макдональд | Інтерстеллар - Світанок планети мавп - Вартові галактики - Хоббіт: Битва п'яти воїнств - Люди Ікс: Дні минулого майбутнього |
| Найкращий дизайн костюмів | Найкращий грим та зачіска |
| Готель «Гранд Будапешт» - У темному-темному лісі - Містер Тернер - Імітаційна гра - Теорія всього | Готель «Гранд Будапешт» - Вартові галактики - У темному-темному лісі - Містер Тернер - Теорія всього |
| Найкращий монтаж | Найкращий короткометражний фільм |
| Одержимість — Том Кросс - Бердмен — Дуглас Крайс, Стівен Мірріоне - Стрінгер — Джон Гілрой - Готель «Гранд Будапешт» — Барні Піллінг - Імітаційна гра — Вільям Голденберг - Теорія всього — Динкс Ґодфрі                                  | Boogaloo and Graham - Emotional Fusebox - Slap - The Kármán Line - Three Brothers |
| Найкращий документальний фільм | Найкращий анімаційний короткометражний фільм |
| Громадянин чотири - 20 Feet from Stardom - 20 000 днів на Землі - Пошук Вівіан Майер - Вірунґа | The Bigger Picture - Monkey Love Experiments - My Dad |
| Висхідна зірка | |
| Джек О'Коннелл - Гугу Мбата-Ров - Марго Роббі - Майлз Теллер - Шейлін Вудлі | |